# Microplexia fenestrata
Microplexia fenestrata là một loài bướm đêm trong họ Noctuidae.